# 한 발은 지옥에
한 발은 지옥에는 1969년 공개된 대한민국의 영화이다.

## 배역
- 신성일
- 윤정희
- 김성옥
- 윤소라
- 강민호
- 박암
- 허장강
- 이대엽
- 신태일
- 최병철
- 최무웅
- 최재호
- 조덕성
- 권오상
- 황인철